# Хаузер, Уингз
Уингз Хаузер (англ. Wings Hauser; 12 декабря 1947, Голливуд, Калифорния — 15 марта 2025, Санта-Моника, Калифорния) — американский актёр, музыкант, режиссёр, продюсер и сценарист. Отец известного актёра Коула Хаузера.

## Биография
Уингз Хаузер родился 12 декабря 1947 года в семье Дуайта и Джералдин Хаузер в Голливуде, Калифорния, США. Настоящее имя — Джеральд Дуайт Хаузер (Gerald Dwight Hauser). В кино снимается с 1967 года.
В 1975 году Хаузер выпустил музыкальный альбом для RCA под названием Your Love Keeps Me Off the Streets. Тогда он использовал псевдоним Wings Livinryte. Как актёр, он впервые привлек внимание в 1977 году, снявшись в мыльной опере Молодые и дерзкие в роли Грега Фостера. Также он снялся в 41 сериале, в том числе Беверли-Хиллз, 90210, Она написала убийство, Доктор Хаус, Менталист и многие другие. В 1982 Хаузер сыграл одну из главных ролей в фильме Полиция нравов, критики высоко оценили его актёрскую игру.. В 1987 году, Уингз Хаузер был номинирован на премию «Независимый дух» за лучшую мужскую роль второго плана в фильме Крутые ребята не танцуют. В 2010 Хаузер появился во французском комедийном фильме Шина.
В 1983 году он написал рассказ, который позже стал фильмом-кассовым хитом компании Paramount — Редкая отвага.

## Личная жизнь
Был трижды разведён, есть двое детей. Дочь — Брайт Хаузер, от первого брака актёра с Маргарет Джейн Болтинхаус (с 7 июня 1970 по 7 июня 1973), сын — Коул Хаузер от второго брака с Кэсс Уорнер (с 15 марта 1974 по 1977). С 15 июня 1979 по 1999 год был женат на актрисе Нэнси Лок, которая стала мачехой детей Хаузера. С 1 июня 2002 года женат на певице Кейли Хаузер.
Хаузер умер в Санта-Монике 15 марта 2025 года в возрасте 77 лет.

## Фильмография
| Год       |   | Русское название                          | Оригинальное название                     | Роль                         |
| --------- | - | ----------------------------------------- | ----------------------------------------- | ---------------------------- |
| 1977—1980 | с | Молодые и дерзкие                         | The Young and the Restless                | Грег Фостер                  |
| 1981      | с | Частный детектив Магнум                   | Magnum, P.I.                              | Ник                          |
| 1982      | ф | Полиция нравов                            | Vice Squad                                | Рэмрод (Пистон)              |
| 1984      | ф | История солдата                           | A Soldier's Story                         | лейтенант Бёрд               |
| 1987      | ф | Крутые ребята не танцуют                  | Tough Guys Don't Dance                    | Элвин Лютер                  |
| 1989      | ф | Осада базы «Глория»                       | The Siege of Firebase Gloria              | капрал Джозеф «Нард» ДиНардо |
| 1991      | ф | Повелитель зверей 2: Сквозь врата времени | Beastmaster 2: Through the Portal of Time | Арклон                       |
| 1994      | ф | Наблюдатели 3                             | Watchers 3                                | Фергюсон                     |
| 1995      | ф | Истории из морга                          | Tales from the Hood                       | Стром                        |
| 1999      | ф | Свой человек                              | The Insider                               | адвокат                      |
| 2005      | с | Доктор Хаус                               | House                                     | Майкл                        |
| 2007      | ф | Ангел-мститель                            | Avenging Angel                            | полковник Кьюсак             |
| 2008      | с | Спасите Грейс                             | Saving Grace                              | Эд Гатри                     |
| 2010      | ф | Шина                                      | Rubber                                    | мужчина в инвалидном кресле  |
| 2016      | с | Касл                                      | Castle                                    | Джек Флэнаган                |